# Hàn Thế Thành
Hàn Thế Thành (* 1972 in Vietnam) ist ein vietnamesischer Informatiker und Autor von pdfTeX, einer Erweiterung des Textsatzprogramms TeX.

## Leben
Hàn Thế Thành ging 1990 in die Tschechoslowakei und studierte dort von 1991 bis 2001 an der Masaryk-Universität in Brünn.
Als Thành 1994 seine Masterarbeit über Automatische Satzsysteme schreiben wollte, hatte Professor Jiří Zlatuška, ein sehr aktiver TeX-Nutzer und -Entwickler, die Vorstellung, TeX im Rahmen der Arbeit mit Hilfe einer deklarativen Sprache wie etwa Prolog umzuschreiben und diese dann für die weitere Entwicklung zu verwenden. Später wurde jedoch klar, dass dieses eine für einen einzelnen Studenten viel zu schwere und umfangreiche Aufgabe gewesen wäre, und Zlatuška änderte das Thema auf Das TeX-System und das Portable Document Format. Das Ziel dabei war, TeX so zu ändern, dass es direkt PDF-Dateien erzeugen kann. Diese Anregung hatte Zlatuška bei Diskussionen mit Donald E. Knuth und Philip Taylor an der Stanford University bekommen. Das Ergebnis war eine vorläufige Operating-Version von pdfTeX, mit der er 1996 den Master-Abschluss in Informatik erwarb.
Bei der Suche nach einem Thema für sein 1996 beginnendes Promotionsstudium, das wieder etwas mit Schriftsatz zu tun haben sollte, machte sein Doktorvater Jiří Zlatuška den Vorschlag, das inzwischen weiterentwickelte pdfTeX um mikrotypografische Fähigkeiten zu erweitern. Bei Vorlage seiner Dissertation Mikrotypografische Erweiterungen des TeX-Systems war pdfTeX vollständig einsatzfähig. Thành, der 2001 mit dieser Arbeit zum Ph.D. promoviert wurde, hat mit seinen neu eingeführten mikrotypographischen Features einen Beitrag zur Grundlagenforschung in der digitalen Typographie geleistet.
Nach seiner Promotion kehrte Thành nach Vietnam zurück und arbeitete an der Universität für Pädagogik in Ho-Chi-Minh-Stadt, dort lehrte er Einführungskurse zur Programmierung und war als Netzwerk-Administrator tätig.
Thành war maßgeblich an der Entwicklung von VnTeX beteiligt, einer Sammlung von Makro- und Font-Paketen, die das Erstellen von Dokumenten in vietnamesischer Sprache unterstützen.
Seit 2006 lebt Hàn Thế Thành zusammen mit seiner Frau in Bielefeld.

## Veröffentlichungen
- Microtypographic extensions to the TeX typesetting system. (Dissertation an der Fakultät Informatik, Masaryk-Universität, Brünn, Oktober 2000), TUGboat, Volume 21 (2000), No. 4, S. 317–434, ISSN 0896-3207.
- The Joy of TeX2PDF – Acrobatics with an Alternative to DVI Format. (zusammen mit Petr Sojka, Jiří Zlatuška), TUGboat, Volume 17 (1996), No. 3, S. 244–251, ISSN 0896-3207.
- The pdfTEX user manual. (zusammen mit Sebastian Rahtz), TUGboat, Volume 18 (1997), No. 4, S. 249–254, ISSN 0896-3207.
- Improving TeX’s Typeset Layout. TUGboat, Volume 19 (1998), No. 3, S. 284–288, ISSN 0896-3207.
- Margin Kerning and Font Expansion with pdfTeX. TUGboat, Volume 22 (2001), No. 3, S. 146–148, ISSN 0896-3207.